# Vireux-Wallerand
Vireux-Wallerand és un municipi francès situat al departament de les Ardenes i a la regió del Gran Est. L'any 2007 tenia 1.916 habitants.

## Demografia

### Població
El 2007 la població de fet de Vireux-Wallerand era de 1.916 persones. Hi havia 796 famílies de les quals 228 eren unipersonals (96 homes vivint sols i 132 dones vivint soles), 252 parelles sense fills, 236 parelles amb fills i 80 famílies monoparentals amb fills.
La població ha evolucionat segons el següent gràfic:
Habitants censats

### Habitatges
El 2007 hi havia 894 habitatges, 811 eren l'habitatge principal de la família, 36 eren segones residències i 47 estaven desocupats. 771 eren cases i 121 eren apartaments. Dels 811 habitatges principals, 555 estaven ocupats pels seus propietaris, 225 estaven llogats i ocupats pels llogaters i 31 estaven cedits a títol gratuït; 7 tenien una cambra, 14 en tenien dues, 83 en tenien tres, 247 en tenien quatre i 460 en tenien cinc o més. 537 habitatges disposaven pel capbaix d'una plaça de pàrquing. A 394 habitatges hi havia un automòbil i a 304 n'hi havia dos o més.

### Piràmide de població
La piràmide de població per edats i sexe el 2009 era:
| Homes | Edats   | Dones |
| ----- | ------- | ----- |
| 0     | 95 o +  | 4     |
| 0     | 90 a 94 | 4     |
| 0     | 85 a 89 | 28    |
| 12    | 80 a 84 | 12    |
| 24    | 75 a 79 | 52    |
| 40    | 70 a 74 | 40    |
| 64    | 65 a 69 | 76    |
| 32    | 60 a 64 | 64    |
| 40    | 55 a 59 | 40    |
| 56    | 50 a 54 | 44    |
| 72    | 45 a 49 | 84    |
| 72    | 40 a 44 | 72    |
| 92    | 35 a 39 | 100   |
| 72    | 30 a 34 | 56    |
| 60    | 25 a 29 | 84    |
| 32    | 20 a 24 | 40    |
| 84    | 15 a 19 | 48    |
| 80    | 10 a 14 | 68    |
| 68    | 5 a 9   | 104   |
| 32    | 0 a 4   | 52    |

## Economia
El 2007 la població en edat de treballar era de 1.215 persones, 880 eren actives i 335 eren inactives. De les 880 persones actives 776 estaven ocupades (456 homes i 320 dones) i 104 estaven aturades (34 homes i 70 dones). De les 335 persones inactives 91 estaven jubilades, 111 estaven estudiant i 133 estaven classificades com a «altres inactius».

### Ingressos
El 2009 a Vireux-Wallerand hi havia 798 unitats fiscals que integraven 1.971,5 persones, la mediana anual d'ingressos fiscals per persona era de 16.838 €.

### Activitats econòmiques
Dels 46 establiments que hi havia el 2007, 3 eren d'empreses alimentàries, 4 d'empreses de fabricació d'altres productes industrials, 11 d'empreses de construcció, 7 d'empreses de comerç i reparació d'automòbils, 2 d'empreses de transport, 4 d'empreses d'hostatgeria i restauració, 3 d'empreses financeres, 6 d'empreses de serveis, 4 d'entitats de l'administració pública i 2 d'empreses classificades com a «altres activitats de serveis».
Dels 15 establiments de servei als particulars que hi havia el 2009, 1 era una funerària, 1 autoescola, 1 paleta, 1 fusteria, 4 lampisteries, 4 electricistes, 1 perruqueria, 1 restaurant i 1 saló de bellesa.
Dels 6 establiments comercials que hi havia el 2009, 1 era una botiga de més de 120 m², 2 fleques, 1 una fleca, 1 una peixateria i 1 una sabateria.
L'any 2000 a Vireux-Wallerand hi havia 7 explotacions agrícoles que ocupaven un total de 153 hectàrees.

## Equipaments sanitaris i escolars
El 2009 hi havia 1 farmàcia i 1 ambulància.
El 2009 hi havia 1 escola maternal i 1 escola elemental. Vireux-Wallerand disposava d'un col·legi d'educació secundària amb 206 alumnes.

## Poblacions més properes
El següent diagrama mostra les poblacions més properes.